# Comuni mercato della Repubblica Ceca
I comuni mercato della Repubblica Ceca sono i comuni cechi che hanno lo status di comune mercato (o borgata, in ceco městys). Costituiscono un livello intermedio di rilevanza tra i comuni con lo status di città (města) e i semplici comuni (obcí). Al 2009 i comuni con questo status sono 206.

## Storia
Il titolo venne ereditato in Repubblica Ceca dall'Impero Austro-Ungarico dove con marktgemeinde si identificava una località che, pur non avendo lo stato di città, aveva il diritto a tenere un mercato.
In Cecoslovacchia lo status fu abolito nel 1954 e ripristinato nel 2006 dalla Repubblica Ceca con la concessione del titolo soltanto ad alcuni dei comuni che lo possedevano prima del 1954. Oltre ai 206 esistono molti altri comuni che hanno i requisiti stabiliti dalla legge ceca per aver concesso in futuro lo status di městys.

## Elenco alfabetico

### B
| - Batelov - Běhařovice - Bernartice - Besednice - Bezno - Bílé Podolí - Blížkovice - Bobrová - Bohdalov - Bojanov - Boleradice | - Borotín - Božejov - Brankovice - Brodce - Brodek u Prostějova - Brodek u Přerova - Brozany nad Ohří - Březno - Březová - Budišov - Buchlovice |

### C
| - Cerhenice - Cerhovice - Chlum u Třeboně - Chodová Planá - Choltice | - Chotětov - Chroustovice - Chudenice - Cítoliby |

### Č
| - Čachrov - Častolovice - Čechtice - Černá Hora - Černý Důl | - Červené Pečky - Česká Bělá - Český Šternberk - Čestice |

### D
| - Dalešice - Davle - Deblín - Dešenice - Divišov - Dolní Bukovsko - Dolní Cerekev - Dolní Čermná - Doubravice nad Svitavou | - Doubravník - Doudleby nad Orlicí - Drahany - Drásov - Drnholec - Dřevohostice - Dub - Dub nad Moravou |

### F
- Frymburk

### H
| - Havlíčkova Borová - Heraltice - Holany | - Hostomice - Hustopeče nad Bečvou - Hvězdlice |

### J
| - Jedovnice - Jimramov | - Jince |

### K
| - Kácov - Kamenice - Karlštejn - Katovice - Klenčí pod Čerchovem - Kněževes - Knínice u Boskovic - Kolinec - Koloveč - Komárov | - Kounice - Kralice na Hané - Krucemburk - Křemže - Křinec - Křivoklát - Křivsoudov - Křižanov - Křtiny - Kunvald |

### L
| - Lázně Toušeň - Ledenice - Levín - Lhenice - Libice nad Doubravou - Liteň - Litenčice - Litultovice | - Lomnice - Loučeň - Louňovice pod Blaníkem - Luka nad Jihlavou - Lukavec - Lukov - Lysice |

### M
| - Machov - Malešov - Malšice - Maršovice - Medlov - Měřín - Mikulovice | - Mladé Buky - Mlázovice - Mohelno - Moravská Nová Ves - Mrákotín - Mšec |

### N
| - Náměšť na Hané - Nedvědice - Nehvizdy - Nepomyšl - Netvořice - Neustupov - Nezamyslice | - Nosislav - Nová Cerekev - Nové Veselí - Nový Hrádek - Nový Hrozenkov - Nový Rychnov |

### O
| - Okříšky - Olbramkostel - Olbramovice - Oleksovice - Opatov | - Ostrov nad Oslavou - Ostrov u Macochy - Ostrovačice - Osvětimany |

### P
| - Panenský Týnec - Pavlíkov - Pecka - Peruc - Plaňany - Podhradí | - Polešovice - Pozlovice - Pozořice - Prosiměřice - Protivanov - Přídolí |

### R
| - Radomyšl - Rataje nad Sázavou | - Ročov - Rokytnice nad Rokytnou |

### S
| - Senomaty - Sepekov - Slabce - Slavětín - Sloup - Sněžné - Sovínky - Spálov - Stará Říše - Stařeč | - Stonařov - Stráž - Strážek - Strážný - Strunkovice nad Blanicí - Suchdol nad Odrou - Svatava - Svitávka - Svojanov |

### Š
| - Šatov - Ševětín - Škvorec - Štěchovice | - Štěkeň - Štítary - Štoky - Švábenice |

### T
| - Tištín - Trhová Kamenice | - Troskotovice |

### U
| - Uhelná Příbram | - Úsobí |

### V
| - Včelákov - Velké Němčice - Velké Poříčí - Velký Újezd - Vémyslice - Větrný Jeníkov - Veverská Bítýška - Vilémov | - Višňové - Vladislav - Vojnův Městec - Vranov nad Dyjí - Vraný - Vrchotovy Janovice - Všeruby - Všetaty |

### Z
| - Zápy - Zásada - Zdislavice | - Zlonice - Zvíkovec |

### Ž
| - Žehušice - Žinkovy | - Žumberk |